# Tomoya Tamura
Tomoya Tamura (jap. 田村 朋也, Tamura Tomoya; * 20. August 1992 in Toyoake) ist ein japanischer Sprinter, der sich auf den 400-Meter-Lauf spezialisiert hat.

## Sportliche Laufbahn
Erste internationale Erfahrungen sammelte Tomoya Tamura 2014 in der 4-mal-400-Meter-Staffel beim Leichtathletik-Continentalcup 2014 in Marrakesch mit dem asiatischen Team, bei dem er in 3:03,77 min auf den vierten Platz gelangte. Im Jahr darauf nahm er mit der Staffel an den Weltmeisterschaften in Peking teil, schied dort aber mit 3:02,97 min bereits im Vorlauf aus. 2016 nahm er an den Olympischen Spielen in Rio de Janeiro teil, erreichte aber auch dort mit 3:02,95 min nicht das Finale. Bei den IAAF World Relays 2017 auf den Bahamas konnte die japanische Mannschaft ihren Vorlauf nicht beenden und bei den IAAF World Relays 2019 in Yokohama gelangte er in der 4-mal-200-Meter-Staffel in 1:22,67 min auf den siebten Platz. In der gemischten Staffel nahm er Ende September zudem an den Weltmeisterschaften in Doha teil, schied dort aber mit 3:18,77 min in der Vorrunde aus.
Tamura studierte an der Chūkyō-Universität und arbeitet für Sumitomo Denkō Steel Wire für deren Laufmannschaft er auch antritt.

## Persönliche Bestleistungen
- 200 Meter: 20,79 s (−0,5 m/s), 26. September 2016 in Gifu
- 400 Meter: 45,84 s, 23. Juni 2017 in Osaka